# Monticello Conde Otto
Monticello Conte Otto es un municipio italiano de 9.082 habitantes de la provincia de Vicenza.
El centro más poblado e importante del municipio es Cavazzale, donde se encuentran las principales instituciones y la estación de ferrocarril.
El monumento más interesante del municipio es la Villa Valmarana en la localidad de Vigardolo. Se trata de una de las villas proyectadas por Andrea Palladio y declaradas por la Unesco Patrimonio de la Humanidad; en concreto esta fue diseñada en el año 1542, siendo una de las primeras obras autónomas del arquitecto.

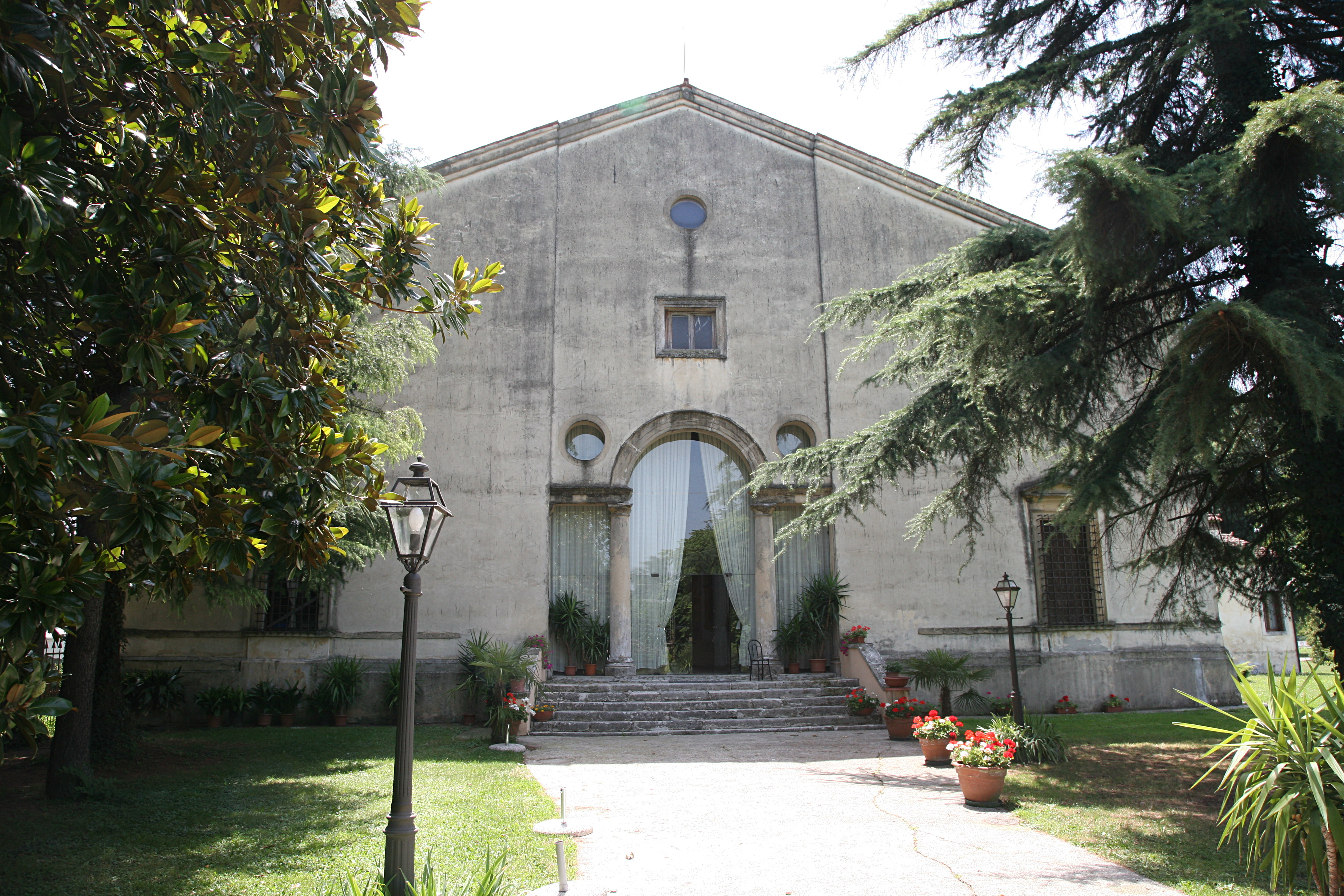
Villa Valmarana, en la frazzione de Vigardolo.

## Evolución demográfica
| Gráfica de evolución demográfica de Monticello Conde Otto entre 1861 y 2001 |
|                                                                             |
| fuente ISTAT - elaboración gráfica a cargo de Wikipedia                     |